# Monument national de la colonne de Pompey
Le Monument National de la Colonne de Pompey, Pompey's Pillar National Monument en anglais, est une formation géologique situé dans l'état du Montana aux États-Unis. Reconnu comme Monument national américain le 17 janvier 2001 par le Président Bill Clinton, il est géré par le Bureau de gestion du territoire.

## Description du monument
Cette « colonne » se compose d'un unique bloc rocheux prédominant sur le reste de la plaine. L'ensemble du site est d'une taille assez modeste, 0,21 km2, ce qui en fait l'un des plus petits Monuments Nationaux des États-Unis. Avant de devenir un Monument National, la colonne de Pompey avait été désignée comme Monument historique national le 25 juillet 1965. En 2006, le Centre d'Interprétation de la Colonne de Pompey (Pompeys Pillar Interpretive Center en anglais) ouvre ses portes. Il propose de redécouvrir dans un espace de 530 m2 le grand moment de l'expédition de Lewis et Clark, avec une attention particulière portée au capitaine William Clark mais aussi à Sacagawea et à son fils Pomp, qui ont parcouru cette région en 1806.
La colonne se situe à 45 m au-dessus du niveau de la rivière Yellowstone et se compose d'un bloc rocheux composé de grès et faisant partie d'une formation géologique beaucoup plus grande du Montana nommée Formation de Hell Creek. Cette formation date du Crétacé, soit d’environ 66-75 millions d'années. La base du rocher fait environ 0,04 km2

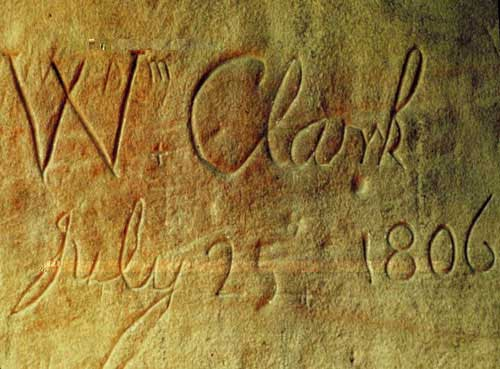
Inscription de William Clark's sur la Colonne de Pompey.

La colonne comporte de nombreux pétroglyphes des Amérindiens, mais aussi la signature de William Clark qui est aujourd'hui l'une des seules marques de leur passage dans la région.
Cette inscription comprend la signature de Clark mais aussi une date : le 25 juillet 1806. Clark écrivit qu'il escalada cette colonne de grès et découvrit alors un panorama lui permettant de voir l’horizon dans toutes les directions. Il nomma la formation rocheuse « Pompey » en l'honneur de Jean-Baptiste Charbonneau, le fils de Sacagawea, qu'il appelait alors affectueusement « Pompy ». Le nom original donné était « La tour de Pompy » mais fut changé rapidement en « Colonne de Pompey » en 1814.
Situé à 40 km au nord-est de Billings dans le Montana, le long de la route inter-état 94, ce monument reçoit annuellement 50 000 visiteurs. Les récentes recherches archéologiques permettent aujourd'hui d'affirmer la présence de témoignages humains datant de 11 000 ans.